# Доринел Мунтеану
Доринел Јонел Мунтеану (рум. Dorinel Ionel Munteanu; 25. јун 1968) је бивши румунски фудбалер, који је играо на позицији везног играча, тренутно је фудбалски тренер. Са 134 утакмице рекордер је по броју наступа за репрезентацију Румуније.

## Клупска каријера
Мунтеану је почео своју фудбалску каријеру игравши за Металул Бокша. Године 1991. прелази у Динамо Букурешт где игра 2 године, са Динамом осваја Прву лигу Румуније сезоне 1991/92. После Динама одлази у иностранство где игра за белгијски Серкл Бриж. Године 1995. одлази у Келн, где игра 4 године, као и за Волфсбург. Након Немачке, враћа се у Румунију 2004. где игра једну сезону за Стеауу и осваја титулу првака Румуније. У наставку каријере био је тренер-играч до 2009. године.

## Репрезентативна каријера
За репрезентацију Румуније Мунтеану је одиграо 134 утакмице и постигао 16 голова, при чему је рекордер по броју наступа за репрезентацију. Био је део репрезентације на 2 Светска првенства: 1994. и 1998, као и на 2 Европска првенства: 1996. и 2000. На Светском првенству 1994. и Европском првенству 2000. са Румунијом је стигао до четвртфинала.

## Тренерска каријера
Мунтеану је почео тренерску каријеру као тренер-играч у Клужу сезоне 2005/06. Године 2009. је почео да обавља само функцију тренера када је преузео Оцелул Галаци, са којим је сензационално био шампион Румуније сезоне 2010/11.

## Трофеји

### Играчка каријера
Интер Сибињ
- Балкански куп: 1990/91

Динамо Букурешт
- Прва лига Румуније: 1991/92

Стеауа
- Прва лига Румуније: 2004/05

### Тренерска каријера
Оцелул Галаци
- Прва лига Румуније: 2010/11